# Gare d'Orlando
La gare d'Orlando est une gare ferroviaire des États-Unis, située sur le territoire de la ville d'Orlando dans l'État de Floride.

## Histoire
La gare actuelle est construite en 1926 dans l'esprit du Renouveau du style architectural des missions par la compagnie Atlantic Coast Line Railroad. Elle est inaugurée en janvier 1927.

## Service des voyageurs

### Desserte
La gare est desservie par deux lignes d'Amtrak le Silver Meteor et le Silver Star qui relient New York à Miami.
Le Sunset Limited qui relie Orlando à Los Angeles a été suspendu entre Orlando et La Nouvelle-Orléans depuis l'Ouragan Katrina.